# Roncus parablothroides
Roncus parablothroides är en spindeldjursart som beskrevs av Hadzi 1938. Roncus parablothroides ingår i släktet Roncus och familjen helplåtklokrypare. Inga underarter finns listade i Catalogue of Life.